# Ryan FR Fireball
Ryan FR Fireball là một loại máy bay tiêm kích trang bị cả động cơ piston và động cơ phản lực, do hãng Ryan Aeronautical chế tạo cho Hải quân Hoa Kỳ trong Chiến tranh Thế giới II. Đây là máy bay đầu tiên của hải quân trang bị động đẩy phản lực. Chỉ có 66 chiếc được chế tạo trước khi Nhật đầu hàng vào tháng 8-1945. FR-1 Fireball được trang bị cho duy nhất một phi đoàn trước khi chiến tranh kết thúc, nhưng nó không tham chiến. Đây là một loại máy bay có cấu trúc yếu, không đáp ứng được các yêu cầu cho hoạt động trên tàu sân bay và nó bị rút khỏi biên chế giữa năm 1947.

## Thiết kế và phát triển
FR-1 bắt đầu được thiết kế năm 1943 theo đề nghị của Đô đốc John S. McCain, Sr. về một loại máy bay tiêm kích trang bị động cơ hỗn hợp vì những động cơ phản lực đầu tiên tăng tốc chậm nên không an toàn và không thích hợp để cất và hạ cánh trên tàu sân bay. Ryan nhận hợp đồng để chế tạo 3 mẫu thử XFR-1 và một mẫu thử tĩnh vào ngày 11/2/1943, 2 mẫu thử đầu tiên được giao sau 14 tháng. Hợp đồng khác để sản xuất 100 chiếc cũng được ký vào ngày 2/12/1943 và sau đó số lượng máy bay được đặt chế tạo tăng lên tới 700 chếc.
XFR-1 là loại máy bay một tầng cánh, cánh đặt thấp, một chỗ, có 3 bánh đáp. Một động cơ bố trí hướng tâm Wright R-1820-72W Cyclone 1.350 mã lực (1.010 kW) đã được đặt ở mũi của máy bay trong khi một động cơ phản lực General Electric I-16 (sau này được định danh lại là J-31) 1.600 lbf (7.100 N) được đặt ở sau buồng lái. Máy bay có cánh khá dày do đặt các ống dẫn nhiên liệu và khoang chứa bánh đáp. Để đơn giản hệ thống nhiên liệu, cả hai động cơ sử dụng chung một loại nhiên liệu. 2 thùng nhiên liệu nằm ở thân, 1 thùng chứa 130 galông Mỹ (490 l; 110 gal Anh) và 1 thùng chứa 50 galông Mỹ (190 l; 42 gal Anh). Buồng lái được dịch chuyển lên trước cánh, và phi công có tầm nhìn tốt nhờ vào kính buồng lái kiểu nổi bọt. XFR-1 sử dụng kiểu cánh luồng khí chảy theo tầng đầu tiên trên một chiếc tàu sân bay hải quân.
Fireball trang bị với 4 khẩu súng máy M2 Browning .50 in (12.7 mm), mỗi khẩu có 300 viên đạn. Chúng được đặt ở phần giữa cánh, phía ngoài của khe hút khí. Ngoài ra nó còn mang được 4 quả đạn phản lực 5-inch (127 mm) dưới cánh cùng giá treo cho bom 1,000 lb (454 kg) hoặc thùng nhiên liệu chứa 100 gal Mỹ (380 l; 83 gal Anh). Ở trước, sau ghế phi công và bộ tản nhiệt dầu cũng được lắp các tấm giáp bảo vệ.

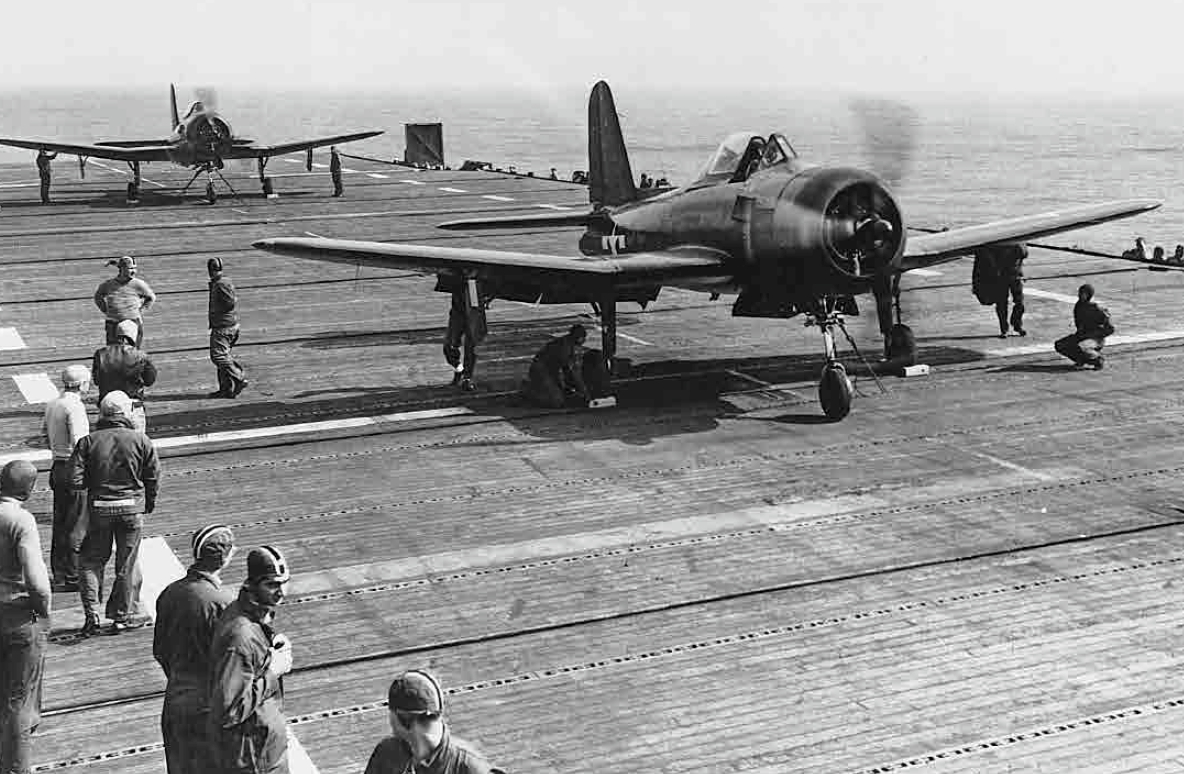
FR-1 thử nghiệm trên tàu sân bay USS Ranger, 5/1945

Chiếc XFR-1 đầu tiên bay ngày 25/6/1944 mà không có động cơ phản lực, nhưng một thời gian ngắn sau đó, động cơ phản lực đã được lắp vào máy bay. Mẫu thử thứ hai bay lần đầu ngày 20/9/1944. Thử nghiệm hầm gió cho thấy máy bay thiếu độ ổn định theo chiều dọc vì trọng tâm bị tính sai và các chuyến bay thử nghiệm đã xác nhận điều này. Ngoài ra, kiểu thân tròn phía sau của FR-1 ít ổn định hơn so với kiểu thân của Grumman F4F Wildcat, kiểu thân của F4F Wildcat đã được sử dụng như một mô hình cho các tính toán độ ổn định. Một đuôi mới có bộ thăng bằng ngang và đứng mở rộng đã được thiết kế và trang bị cho các mẫu thử. Cánh tà rãnh đôi Douglas ban đầu không đạt yêu cầu trong các chuyến bay thử nghiệm, nhưng tất cả ba chiếc mẫu thử và 14 chiếc thuộc lô sản xuất đầu tiên đã được chế tạo trước khi chúng được thay thế bằng một cánh tà cãnh đơn.
Mẫu thử đầu tiên đã bị mất trong một tai nạn tại Căn cứ China Lake vào ngày 13/10/1944. Điều tra cho thấy cấu trúc cánh không đủ khỏe để chống lại lực nén. Vấn đề này được khắc phục bằng cách tăng gấp đôi số lượng định tán trên các tấm cánh phía ngoài. Mẫu thử thứ hai rơi ngày 25/3/1945 khi phi công không thổi bay lên từ một cú bổ nhào trên độ cao 35.000 foot (10.670 m) xuống, có lẽ cũng do ảnh hửong của lực nén. Mẫu thử thứ 3 rơi ngày 5/4 khi buồng lái bị thổi bay trong một thử nghiệm bay tốc độ cao ở Lindbergh Field.
Các hoạt động thử nghiệm diễn ra tại Trung tâm Thử nghiệm Không quân Hải quân tại Căn cứ Không quân Hải quân Patuxent River bao gồm cả các thử nghiệm trên tàu sân bay, qua những thử nghiệm này cũng đã nảy sinh thêm nhiều vấn đề. Động cơ piston thường quá nóng cho đến khi nắp động cơ điều khiển bằng điện được lắp đặt cho máy bay, móc máy phóng máy bay đã bị bỏ đi và thanh chống sóc ở bánh mũi được làm dài thêm 3 inch (76 mm). Các thử nghiệm trên tàu sân bay bắt đầu trên tàu USS Charger vào đầu tháng 1/1945. Máy bay đã thành công trong 5 lần thực hiện cất cánh bằng máy phóng sử dụng động cơ piston cũng như 3 lần cất cánh sử dụng cả hai động cơ. Không có vấn đề nào khi máy bay thực hiện hạ cánh trên tàu sân bay.
FR-1 Fireball được tiếp tục phát triển thành XFR-2, loại XFR-2 trang bị một động cơ Wright R-1820-74W 1,425 hp (1,063 kW) thay cho động cơ -72W. Một khung máy bay được cải tiến thành cấu hình này. Không có mẫu thử nào được chế tạo cho các biến thể được đề xuất tiếp sau đó là FR-3, biến thể FR-3 trang bị 1 động cơ phản lực General Electric I-20. Cả hai dự án sau đều bị hủy bỏ khi chiến tranh kết thúc. Phiên bản Fireball nhanh nhất là XFR-4, nó có một động cơ phản lực Westinghouse J34 và nhanh hơn khoảng 100 mph (161 km/h) so với FR-1. Khe hút khí của động cơ phản lực chuyển từ gốc cánh lên thân phía trước cánh; chúng được đậy bằng một cửa điều khiển bằng điện để làm giảm lực cản khi máy bay chỉ bay bằng động cơ piston. Thân của Fireball cũng được làm dài thêm 8 inch (203 mm) để chứa động cơ lớn hơn và diềm cánh chứa khe hút khí ở gốc cánh cũng bị bỏ. XFR-4 dự định làm mẫu thử nghiệm tĩnh cho việc lắp đặt động cơ phản lực trên XF2R-1 Dark Shark. Đây cũng là phiên bản cuối cùng, động cơ piston bị thay thế bằng một động cơ tua bin cánh quạt General Electric XT31-GE-2, nhưng chỉ có một mẫu thử được chế tạo.

## Lịch sử hoạt động

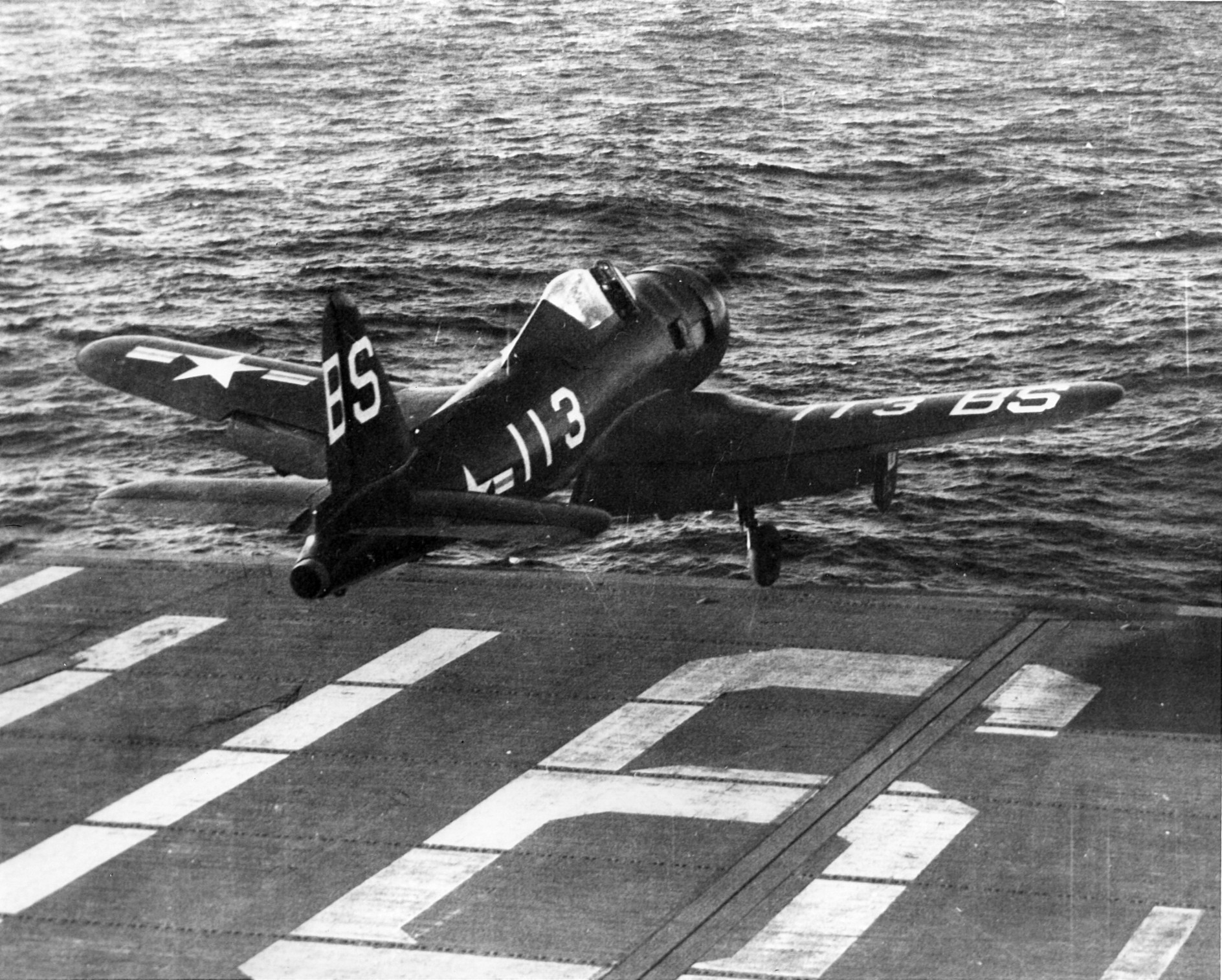
Một chiếc FR-1 được phóng đi từ tàu sân bay USS Badoeng Strait, 1947

Đơn đặt hàng cho 700 máy bay đã được ký, nhưng chỉ 66 chiếc được chế tạo khi Nhật Bản đầu hàng vào tháng 8/1945. Một phi đoàn, VF-66 đã nhận những chiếc Fireball đầu tiên vào tháng 3/1945, nhưng chúng không tham chiến. Ngày 1 tháng 5, 3 phi đội FR-1 đã được đưa lên tàu sân bay USS Ranger, nhưng 2 chiếc đã bị hư hại trong khi hạ cánh. Một chiếc mất do không phanh được và đâm vào rào cản trong khi một chiếc khác bị gãy bánh mũi. Trong những tháng sau đó, các phi công đã đủ điều kiện để bay trên những chiếc FM-2 và xuống tàu trước khi Nhật đầu hàng. Phi đoàn ngừng hoạt động ngày 18/10, tất cả phi công và máy bay được chuyển sang cho VF-41.
Ngày 6/11/1945, một chiếc Fireball của VF-41 trở thành những máy bay phản lực đầu tiên hạ cánh trên tàu sân bay, mặc dù đây là sự vô tình. Động cơ piston của một chiếc FR-1 bị hỏng khi đang cố gắng hạ cánh xuống tàu sân bay hộ tống USS Wake Island, phi công quyết định bật động cơ phản lực và hạ cánh, móc vào dây hãm cuối cùng trước khi đâm vào rào cản của tàu. Phi đội đã cố gắng vượt qua các thử nghiệm hoạt động trên tàu sân bay trong thời gian đó, nhưng chỉ 14 trong số 22 phi công thực hiện được 6 lần yêu cầu cất cánh và hạ cánh. Một số vụ tai nạn xảy ra khi bánh mũi hỏng khi hạ cánh.
Phi đoàn đủ điều kiện trang bị cho tàu USS Bairoko vào tháng 3/1946, nhưng các vấn đề bánh đáp mũi tiếp tục tồn tại và làm hành trình ngắn hơn. Ryan lắp đặt một chạc thép cho bánh mũi, nhưng kiểm tra cũng cho thấy phần cánh cũng sẽ hư hỏng khi máy bay đạt giới hạn cơ động quá 5g. VF-41 xảy ra 3 tai nạn chết người vào năm 1946 trước khi đổi tên thành phi đoàn VF-1E vào 15/11. 1 thiếu úy đã va chạm với mục tiêu trong khi thực hành tác xạ. Một vài tháng sau, chỉ huy phi đoàn đã thực một nhào lộn và cánh máy bay đã bị vỡ, ông đâm vào 1 chiếc Fireball khác, giết chết cả hai phi công.
VF-1E hoạt động trên tàu sân bay USS Badoeng Strait từ tháng 3/1947, nhưng chỉ có 8 phi công đạt đủ điều kiện, điều này không tồi vì những chiếc FR-1 không đủ khỏe để hạ cánh trên tàu sân bay. Trong một giai đoạn hoạt động ngắn vào tháng 6 trên tàu USS Rendova, 1 chiếc máy bay bị vỡ khi hạ cánh. Kiểm tra các máy bay khác của phi đoàn chỉ ra dấu hiệu về lỗi cấu trúc và tất cả những chiếc Fireball ngừng hoạt động vào 1/8/1947.

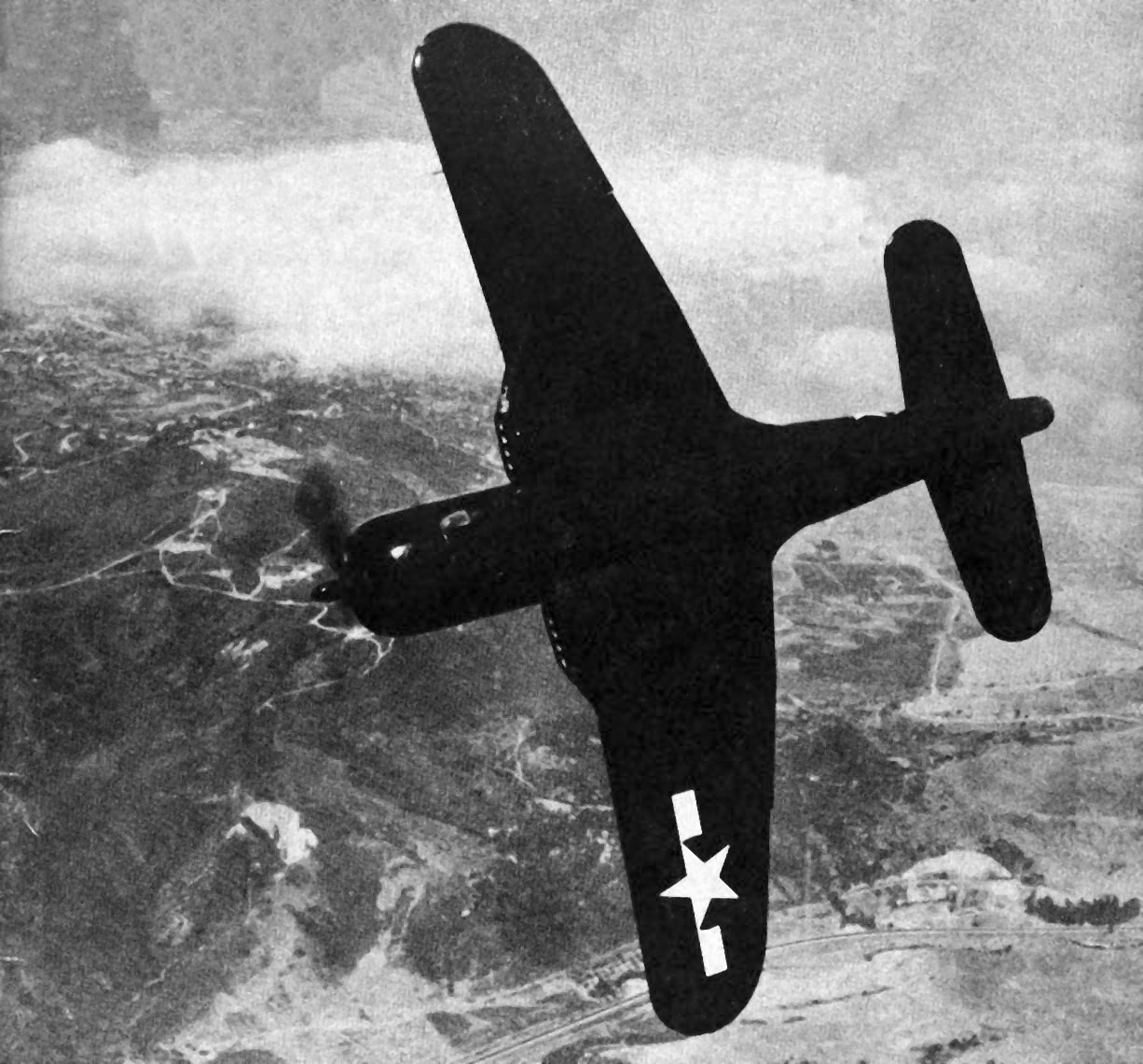
Phần bụng của 1 chiếc Fireball thuộc VF-66, 1945. Từ đây ta có thể thấy kiểu cánh và khe hút khí ở gốc cánh.

## Phiên bản
XFR-1
Tên định danh của quân đội cho máy bay Mẫu thử Kiểu 28, 3 chiếc được chế tạo.
FR-1 Fireball
Máy bay tiêm kích một chỗ, 66 chiếc được chế tạo.
FR-2
Chuyển đổi với động cơ Wright R-1820-74W thay cho động cơ piston cũ, 1 chiếc được chuyển đổi từ FR-1.
FR-3
Phiên bản đề xuất với động cơ General Electric I-20 thay thế cho động cơ phản lực cũ; không được chế tạo.
XFR-4
Phiên bản với động cơ J34; 1 chiếc được chế tạo.
XF2R-1
Phiên bản cuối cùng với động cơ Westinghouse J34 và General Electric XT31-GE-2 thay thế cho động cơ piston cũ; 1 chiếc được chế tạo.

## Quốc gia sử dụng
Hoa Kỳ
- Hải quân Hoa Kỳ

Phi đoàn "Firebirds" được biết điến dưới ba cái tên:
- VF-66 (3/1945 – 15/10/1945)[17]
- VF-41 (15/10/1945 – 1/8/1947), đổi tên thành VF-1E vào ngày 15/111946.[18]

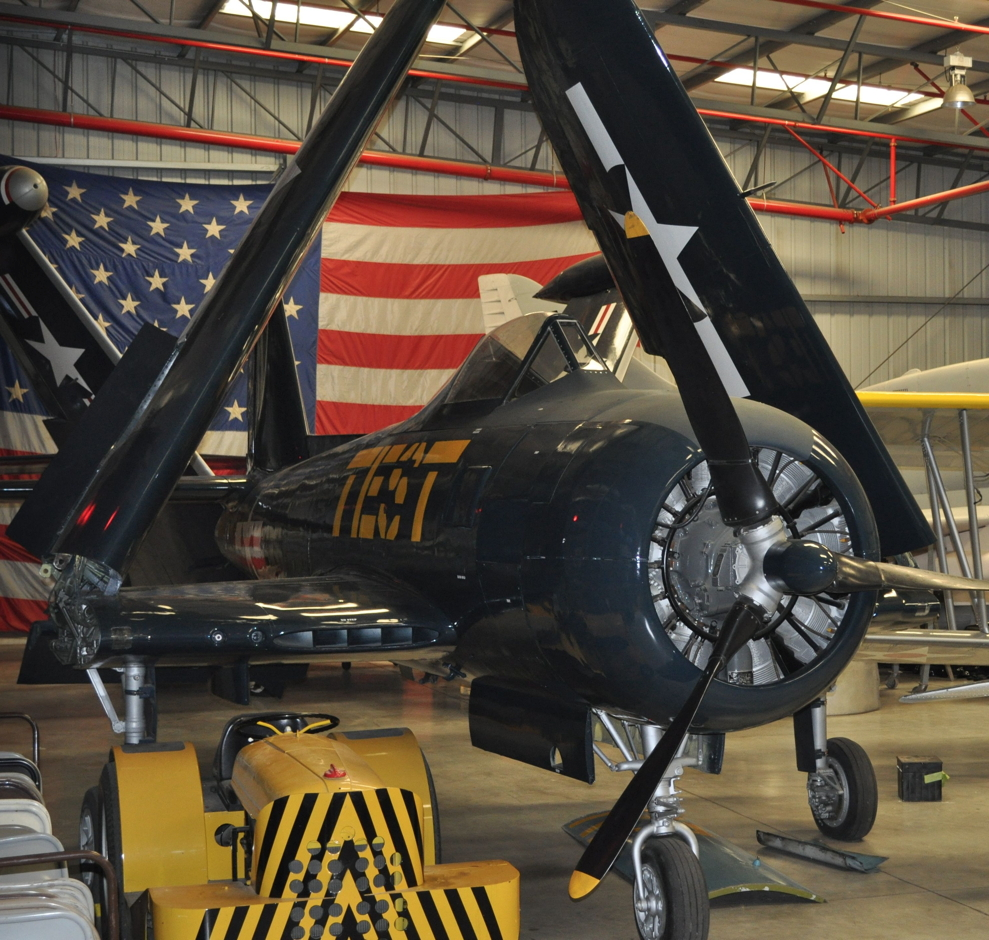
FR-1 Fireball tại Bảo tàng Planes of Fame ở Chino, California

## Những chiếc còn sót lại
Chỉ có 1 chiếc FR-1 số hiệu Bu. 39657 duy nhất còn sót lại cho đến ngày nay. Hiện nó được phục hồi và trưng bày tại Bảo tàng Planes of Fame tại Chino, California.

## Tính năng kỹ chiến thuật (FR-1)
Dữ liệu lấy từ United States Navy Aircraft since 1911 và Ryan FR-1 Fireball and XF2R-1 Darkshark

### Đặc điểm riêng
- Tổ lái: 1
- Chiều dài: 32 ft 4 in (12,19 m)
- Sải cánh: 40 ft 0 in (12,19 m)
- Chiều cao: 13 ft 11 in (4,24 m)
- Diện tích cánh: 275 ft² (25,6 m²)
- Trọng lượng rỗng: 7.689 lb (3.488 kg)
- Trọng lượng tải: 11.652 lb (5.285 kg)
- Động cơ:
  - 1 động cơ phản lực General Electric J31-GE-3, 1.600 lbf (7,1 kN, 700 kgf)
  - 1 động cơ piston Wright R-1820-72W Cyclone, 1.350 hp (1.060 kW)

### Hiệu suất bay
- Vận tốc cực đại: 404 mph (276 mph với động cơ piston) (650 km/h (44 km/h))
- Vận tốc hành trình: 152 mph (chỉ với động cơ piston) (246 km/h)
- Tầm bay: 1.620 mi (2.610 km) với 2 thùng nhiên liệu phụ)
- Trần bay: 43.100 ft (13.137 m)
- Vận tốc lên cao: 29,7 ft/s (9 m/s) (chỉ với động cơ piston, với 1 thùng dầu phụ)

### Vũ khí
- 4 khẩu súng máy M2 Browning.50 in (12,7 mm), 300 viên mỗi khẩu
- 2 quả bom 1.000 lb (454 kg)
- 8 đạn phản lực 5-inch (127 mm) dưới cánh

### Máy bay có cùng sự phát triển
- XF2R Dark Shark

### Máy bay có tính năng tương đương
- Caproni Campini Ca.183bis
- Curtiss XF15C

### Danh sách khác
- Danh sách máy bay quân sự của Hoa Kỳ
- Danh sách máy bay trong Chiến tranh Thế giới II
- Danh sách máy bay phản lực trong Chiến tranh Thế giới II
- Danh sách máy bay tiêm kích